# Freemasons' Hall
Freemasons' Hall (u prijevodu: Dvorana slobodnih zidara) je masonski hram u Londonu, sjedište Ujedinjene velike lože Engleske i Vrhovnog velikog kapitela kraljevskog luka Engleske, a također služi i kao mjesto okupljanja brojnih masonskih loža iz područja Londona. Nalazi se u ulici Great Queen Street, između Holborna i Covent Gardena, te je sastajalište slobodnih zidara još od 1775. godine.
Dijelovi zgrade svakodnevno su otvoreni za javnost, a zahvaljujući očuvanom klasičnom art déco stilu i čestoj upotrebi kao lokacija za snimanje filmova i televizijskih emisija, Freemasons' Hall postao je i poznata turistička atrakcija.

## Povijesne zgrade

### Prva zgrada (1775. – 1860.)
Godine 1775. prva Velika loža Engleske kupila je kuću uz samu ulicu, iza koje su se nalazili vrt i još jedna kuća. Raspisan je natječaj za dizajn velike dvorane koja bi povezivala te dvije kuće. Prednja kuća postala je Freemasons' Tavern (u prijevodu: Gostionica slobodnih zidara), dok je stražnja kuća pretvorena u urede i prostorije za sastanke. Pobjednički nacrt izradio je engleski arhitekt Thomas Sandby, a zgrada je svečano otvorena 23. svibnja 1776. godine.
Godine 1820. dograđen je dio prema nacrtima Johna Soanea, no on je srušen 1860. godine.
U ovoj je zgradi 1846. osnovan Svjetski evanđeoski savez (WEA), međudenominacijska organizacija evangeličkih kršćanskih crkava.

### Druga zgrada (1862. – 1925.)
Izvorna zgrada obnovljena je i proširena 1862. godine prema davno izrađenim nacrtima britanskog arhitekte Fredericka Pepysa Cockerella. Nakon požara 1883., zgrada je oslabila, a dijelom je srušena 1910. godine.

## Sadašnja zgrada (od 1933.)
Trenutačna, treća zgrada na ovoj lokaciji izgrađena je između 1927. i 1933. godine u art déco stilu prema nacrtima arhitekata Henryja Victora Ashleyja i F. Wintona Newmana. Podignuta je kao spomenik 3.225 slobodnih zidara poginulih u Prvome svjetskom ratu.
Zgrada u art déco stilu zauzima površinu od oko 0,9 hektara. U početku je nosila naziv Masonic Peace Memorial (Masonski spomenik mira), no 1939. godine, s početkom Drugog svjetskog rata, preimenovana je u Freemasons' Hall. Izgradnja je financirana iz Masonskog milijunskog memorijalnog fonda, koji je prikupio više od milijun funti.
Zgrada je zaštićena kao kulturno dobro drugog stupnja važnosti (Grade II*) — i iznutra i izvana.
Godine 1967., povodom 250. obljetnice osnutka Velike lože iz 1717., iznad glavnog ulaza postavljen je sat, okružen natpisima "1717" i "1967".

### Veliki hram
Središnji prostor današnje zgrade čini Veliki hram (engl. Grand Temple), glavno mjesto okupljanja Velike lože, Vrhovnog velikog kapitela i većine loža unutar Metropolitanske velike lože Londona. U njemu se održavaju i godišnji sastanci više pokrajinskih velikih loža iz okolice Londona, kao i okupljanja drugih pridruženih redova i tijela.
Veliki hram koristi se i za brojne događaje koji nisu povezani sa slobodnim zidarstvom, među kojima su modne revije i svečane dodjele diploma raznih visokoškolskih ustanova. Brončana vrata, čiji je autor engleski skulptor Walter Gilbert, teška su po tonu i četvrt, a otvaraju se prema dvorani dimenzija 37 metara u duljinu, 27 metara u širinu i 19 metara u visinu, s kapacitetom od 1.700 sjedećih mjesta.
Svod stropa ukrašen je mozaikom, koji osim simbola i likova, u kutovima prikazuje četiri temeljne krjeposti — razboritost, umjerenost, snagu i pravednost — te grb princa Arthura, vojvode od Connaughta i Strathearna (drugog najmlađeg sina kraljice Viktorije), koji je bio veliki majstor od 1901. do 1939. godine, a na čiju je inicijativu i izgrađen Masonski spomenik mira.
Velike orgulje izradila je renomirana tvrtka Henry Willis & Sons, a ugrađene su 1933. godine. Nakon gotovo 80 godina, restauraciju je provela radionica Harrison & Harrison iz Durhama, uz financijsku podršku Vrhovnog velikog kapitela. Restauracija je dovršena 2015. godine i uključivala je dodavanje nove "velike" sekcije instrumenta, smještene u posebno izrađeno kućište odmah iza i iznad konzole, čime su nastale tri strukture umjesto izvorne dvije.
- Unutrašnjost Velikog hrama
- Vrata Velikog hrama
- Podij Velikog hrama, uključujući orgulje
- Strop Velikog hrama

### Ostali hramovi
Uz Veliki hram, u zgradi se nalazi još 26 masonskih hramova — formalnih prostorija za sastanke loža i kapitela. Svi su uređeni u raskošnim varijantama art déco stila, a nijedan nije jednak drugome. Među njima se posebno ističe Hram broj 1 (Temple No 1), koji je bio vrlo velik (kapaciteta do 600 sjedećih mjesta) i sadržavao niz portreta bivših velikih majstora. No, ovaj hram je kasnije prenamijenjen u konferencijsku dvoranu — uklonjeni su izvorni namještaj i orgulje, dok su portreti zadržani.
Hram broj 3, iako dizajnom ne odskače, sadrži značajne komorne orgulje iz 19. stoljeća koje su u potpunosti restaurirane oko 2012. godine. Hram broj 10, zahvaljujući dodatnoj visini i prostoru jer se nalazi ispod velikog tornja sa satom, izveden je u kombinaciji klasičnog art décoa i egipatskog stila, s dojmljivim visokim kupolastim stropom.
Hram broj 11 uglavnom je financiran donacijama iz Japana i Dalekog Istoka, te je bogato ukrašen motivima stiliziranih krizantema, nacionalnog cvijeta Japana. Hram broj 12 poznat je kao Burmanski hram zbog sličnog izvora financiranja, s dekoracijama inspiriranim burmanskom umjetnošću i pločom koja bilježi doprinos slobodnih zidara iz Britanske Burme.
Hram broj 16 prepoznatljiv je po iznimno bogato ukrašenom bačvastom svodu. Hram broj 17 većim je dijelom financiran od strane slobodnih zidara iz Buckinghamske grofovije, a ističe se velikim izrezbarenim labudom (simbolom toga kraja) na jednom od zidova te bogatom dekoracijom s mnogo hrastove drvenarije. U njemu se redovito sastaju najstarije lože Londona, uključujući i tri preostale lože (od četiri izvorne) koje postoje još od prije osnivanja Velike lože Londona 1717. godine.
Hram broj 23 bio je do 2018. najmanji, s oko 35 sjedećih mjesta, te je sadržavao portrete bivših velikih tajnika. Te je godine preimenovan u Prostoriju Kent (Kent Room) i postao dio javne izložbene ponude Knjižnice i Muzeja slobodnog zidarstva (no još se uvijek može koristiti i za ložinske sastanke). Istodobno su uređena i tri potpuno nova mala hrama (brojevi 25, 26 i 27), svaki kapaciteta do 20 osoba, kako bi se omogućilo održavanje sastanaka vrlo malih loža. Ti su hramovi nastali prenamjenom dvaju bivših stambenih stanova, budući da je broj osoblja koje stanuje u zgradi znatno smanjen.
Osim spomenutih 26 hramova i Velikog hrama, postoje i jednostavni, skromno uređeni hramovi namijenjeni za rad tzv. "instrukcijskih loža" i "loža za probe". Za razliku od Velikog hrama i prostorije Kent, koji su svakodnevno dostupni javnosti kroz organizirane obilaske, ostali hramovi — uključujući i one za probe — nisu otvoreni za posjetitelje jer su stalno u upotrebi od strane londonskih loža i kapitela. Oko 1800 loža i kapitela redovito se sastaje u Londonu, a velik dio njih koristi upravo Freemasons' Hall.

### Muzej
Muzej slobodnog zidarstva (Museum of Freemasonry), smješten unutar zgrade, objedinjuje muzej, knjižnicu i arhiv posvećen slobodnom zidarstvu i drugim srodnim bratskim organizacijama. Muzej djeluje kao dobrotvorna zaklada registrirana pri britanskom povjerenstvu za dobrotvorne organizacije.
Godine 2007. zbirka Muzeja slobodnog zidarstva dobila je priznanje u sklopu programa za odabir istaknutih zbirki Vijeća za muzeje, knjižnice i arhive (Museums, Libraries and Archives Council), čime je službeno prepoznata kao iznimne kvalitete i važnosti, kako na nacionalnoj tako i na međunarodnoj razini.
Muzej je otvoren za širu javnost, a ulaz je besplatan. U svojoj zbirci posjeduje umjetnička djela slobodnog zidarstva, ceremonijalne predmete i odore, kao i svakodnevne predmete s slobodnozidarskim motivima — satove, namještaj, staklene i porculanske predmete, nakit, srebrninu i drugo.
Knjižnica je dostupna javnosti za korištenje na licu mjesta, uz prethodnu registraciju korisnika. Sadrži opsežnu zbirku tiskanih knjiga i rukopisa koji obrađuju sve aspekte slobodnog zidarstva u Engleskoj, kao i materijale o slobodnom zidarstvu u drugim dijelovima svijeta. Uključeni su i sadržaji vezani uz ezoterijske i mistične tradicije, poput arhiva Rozenkrojcerskog društva u Engleskoj. Katalog knjižnice dostupan je i putem interneta.
Muzej pruža i uslugu rodoslovnih upita, iako ne postoji potpuni javno dostupan abecedni popis slobodnih zidara.
Tijekom godine, Muzej organizira radionice, događanja te jednu veliku tematsku izložbu, uz nekoliko manjih. Ulaz na sve izložbe je besplatan.

### Ostali sadržaji
Uz Veliki hram, ostale hramove te knjižnicu i Muzej, zgrada sadrži i prostrane administrativne urede, skladišni prostor za imovinu stotina loža koje se ondje sastaju, masonsku trgovinu (otvorenu za javnost tijekom uobičajenog radnog vremena), sobe za sastanke upravnih odbora, radionice, arhive, kafić-bar te čitav jedan kat namijenjen upravljanju slobodnozidarskim dobrotvornim organizacijama.
U istoj se zgradi nalazi i sjedište Metropolitanske velike lože Londona, najveće pokrajinske velike lože pod okriljem Ujedinjene velike lože Engleske s oko 40.000 članova.

## U popularnoj kulturi
Godine 2016. dio filma Assassin's Creed sniman je u Velikom hramu. U filmu je prostor označen kao "Velika templarska dvorana" te prikazan kao mjesto na kojem glavni antagonist održava ceremoniju dodjele nagrada pri samom kraju radnje. Na pročelju Hrama vide se dvostruki templarski križevi.
Poput Sandbyjeve izvorne Velike dvorane iz 1776., i Veliki hram koristi se za koncerte i glazbena događanja zahvaljujući izvrsnoj akustici i dobroj preglednosti prostora. Također, zgrada je bila domaćin više modnih revija u sklopu Londonskog tjedna mode.
Zgrada se, i iznutra i izvana, koristi kao zamjena za sjedište britanske obavještajne službe MI5 u televizijskoj seriji Obavještajci te se često pojavljuje u dugotrajnoj seriji televizijskih filmova o Herculeu Poirotu prema djelima Agathe Christie. Također se povremeno koristi u pojedinačnim epizodama raznih drugih serija, kao što je primjerice druga epizoda pete sezone serije Vrhunski prevaranti. Unutrašnjost se pojavljuje i u filmskoj adaptaciji Vodiča kroz galaksiju za autostopere, gdje zgrada postaje hram naroda Jatravartid, koji u njemu mole za "dolazak Velike Bijele Maramice".
Zgrada je korištena i u brojnim drugim filmovima, uključujući:
- Johnny English (2003.)[14]
- Agent Cody Banks 2. Odredište London (2004.)
- Sherlock Holmes (2009.)[14][19]
- Spectre (2015.)[19]
- Brzi i žestoki: Hobbs i Shaw (2019.)[14]
- Doktor Strange u Multiverzumu Ludila (2022.)[19]